# Lotta antisommergibile
La lotta antisommergibile, lotta antisom o anti-submarine warfare (ASW o A/S) è quella parte della guerra navale che impiega naviglio di superficie (dotato di sonar – soprattutto fregate ma anche portaerei antisommergibile), aerei da pattugliamento marittimo, elicotteri ASW, oppure altri sottomarini d'attacco (SSK – submarine-submarine killer) per trovare, inseguire e quindi attaccare naviglio sommerso nemico.
ASW è anche la definizione data ai sistemi hardware e software per la guerra antisommergibile. Un sistema ASW ha il compito di gestire i sensori subacquei (sonar) e le armi sia di offesa, quali siluri e missili superficie/superficie (tipo il MILAS), che sistemi difensivi, di cui è un esempio il sistema antisiluro SLAT.

## Prima guerra mondiale

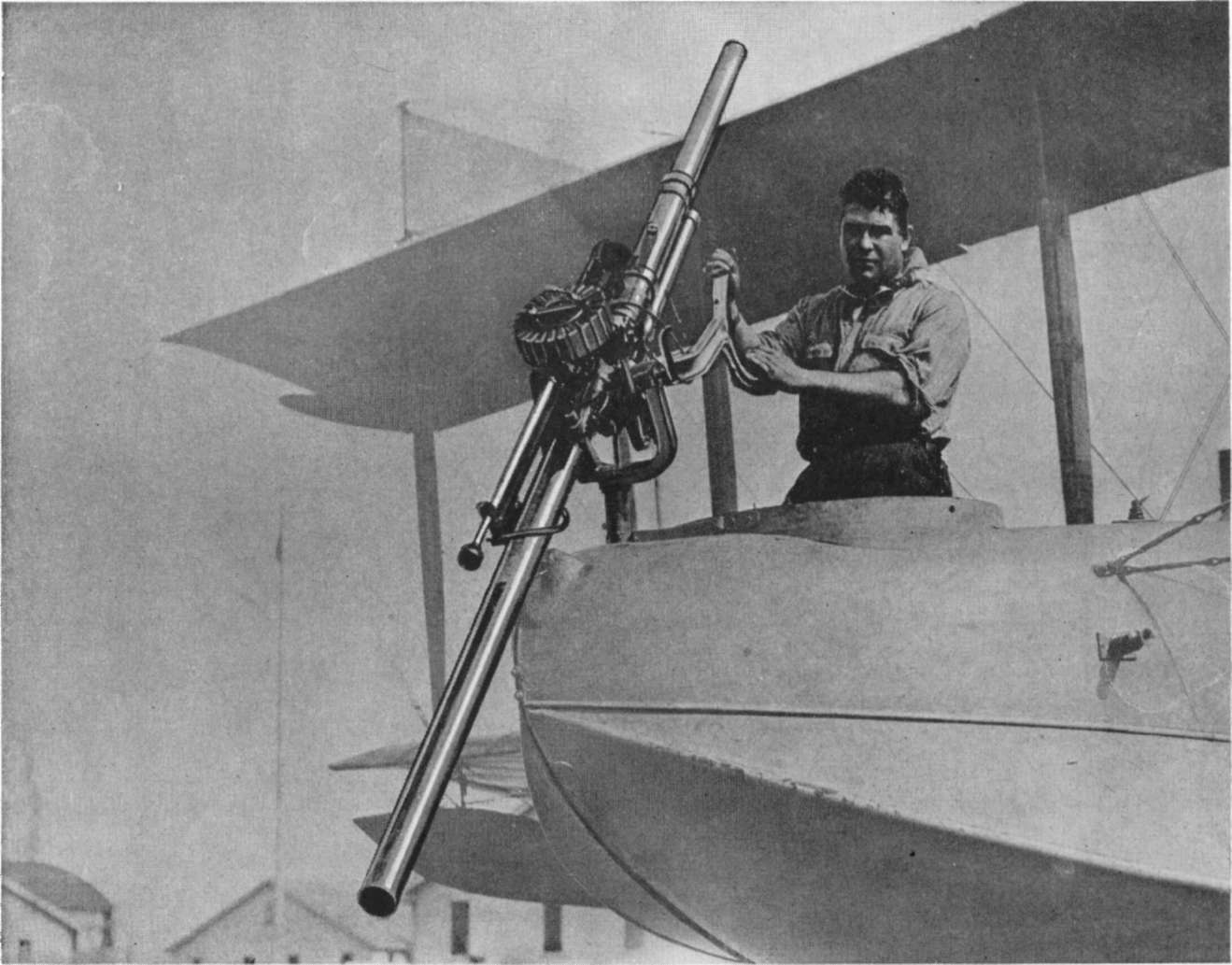
Un cannone Davis montato su un aeroplano per la lotta antisommergibile

All'inizio della prima guerra mondiale non esistevano mezzi di scoperta dei sommergibili totalmente immersi, quindi gli stessi potevano essere attaccati solo quando si trovavano in superficie. Per questo motivo le prime misure contro i sommergibili tedeschi, dopo che il 22 settembre 1914 l'U-9 aveva affondato in una singola azione tre incrociatori corazzati, furono di organizzare 500 navi di piccolo tonnellaggio (pescherecci e navi da diporto), armate di un cannone di piccolo calibro e in alcuni casi di torpedini a traino, per sorvegliare tutte le acque britanniche. Questi mezzi antisom erano chiaramente di scarsa efficacia, tanto che nei primi tre mesi della campagna contro il traffico mercantile nel Mare del Nord la Germania perse solo cinque sommergibili sui ventuno che il 18 febbraio 1915 avevano iniziato la campagna e che avevano realizzato fino a quel momento 57 attacchi con i siluri e 93 attacchi col cannone. All'epoca non esistevano sistemi di rilevamento dei sommergibili, quindi l'unico modo per rilevarne la presenza era di utilizzare reti che, incontrando il sommergibile, avrebbero segnalato la sua posizione alle navi (generalmente pescherecci) che le trainavano. Naturalmente questo metodo non poteva essere utilizzato in mari aperti, ma fu efficace per il blocco dello Stretto di Dover. Più efficace fu la creazione delle Q ship, cioè navi civetta, all'apparenza mercantili, ma con cannoni occultati a bordo. Dato che, dopo l'affondamento del Lusitania, che aveva sollevato contro la Germania l'opinione pubblica statunitense, i sommergibili tedeschi dovevano attaccare i mercantili stando in superficie, le Q ship nel periodo giugno settembre 1915 affondarono tre sommergibili tedeschi (su un totale di 11 persi nello stesso periodo).
Nel 1916 la Gran Bretagna mise a punto l'idrofono, che, essendo in grado di captare i rumori subacquei, poteva indicare, almeno in modo approssimativo, la posizione del sommergibile alle navi di superficie e la carica di profondità che permetteva di attaccarlo anche quando sommerso. Il 16 luglio 1916 il sommergibile tedesco UC 7, per la prima volta nella storia, fu localizzato con gli idrofoni e fu affondato con cariche di profondità. Il mese in cui si ebbero le maggiori perdite di sommergibili tedeschi fu il maggio 1918, in cui ne furono persi 55, di cui 23 per le bombe di profondità, 13 per mine e 19 per altre cause.
Sempre durante il primo conflitto mondiale fu impiegato come arma antisommergibile il cannone Davis, installato su cacciasommergibili statunitensi come la SC-17 e la SC-20. I britannici, sempre nell'ambito della lotta antisommergibile, lo impiegarono sperimentalmente su diversi aerei, tra cui un bombardiere Handley Page Type O ed un Short S.81.
Nell'ultimo anno di guerra, grazie al maggior numero di unità di caccia ASW messe a disposizione dall'alleato statunitense e dalla tattica del convogliamento, gli effetti della Guerra Sottomarina furono drasticamente ridotti e questo indusse gli alleati a pensare di aver arginato il precedente strapotere dell'arma subacquea.

## Seconda guerra mondiale

### La minaccia degli U-Boot: dicembre 1941 – giugno 1942

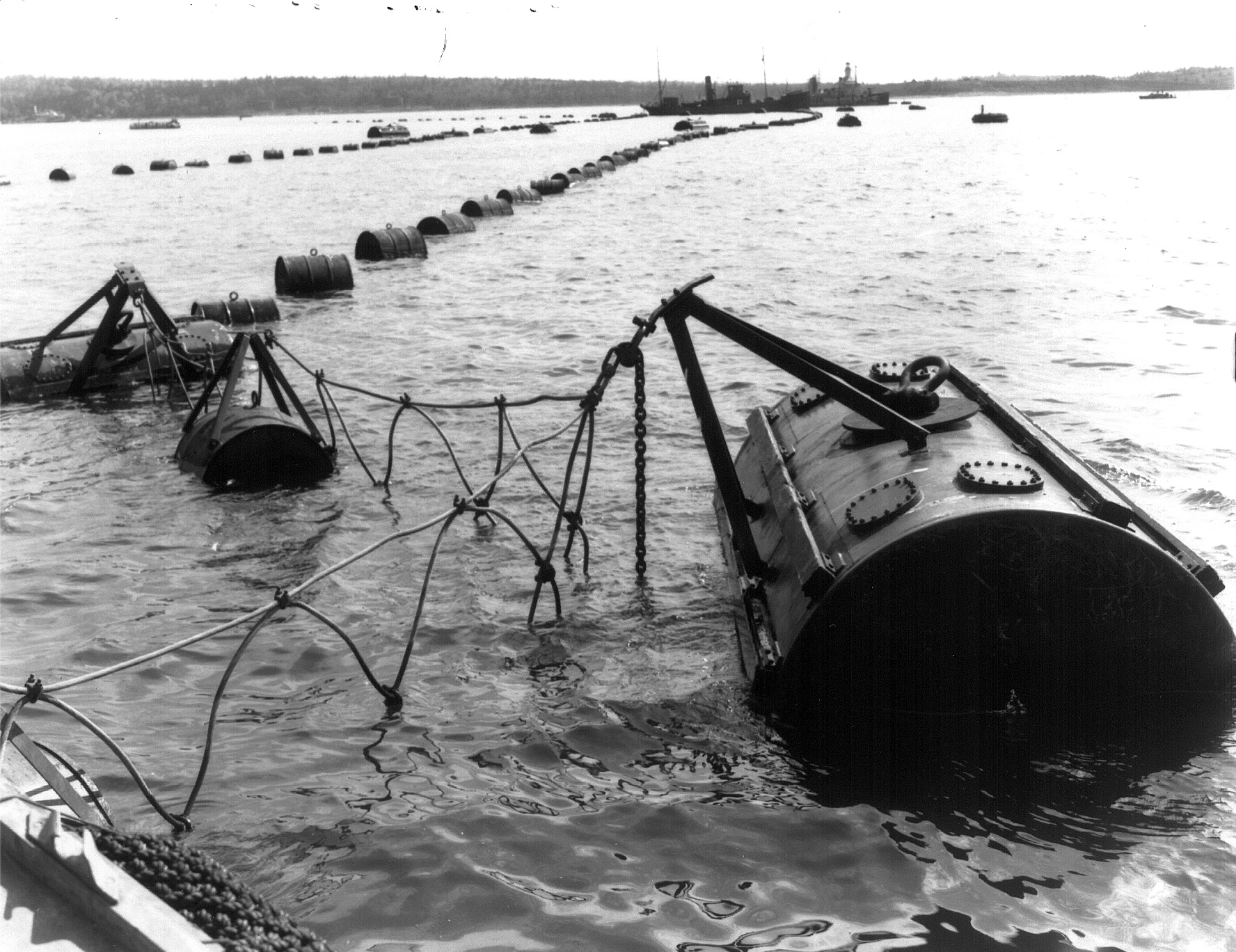
Un esempio di rete antisommergibile, in passato a protezione del porto di Halifax, Canada.

Durante la seconda guerra mondiale, prima dell'entrata in guerra degli USA, la campagna sottomarina tedesca era indirizzata contro il traffico mercantile indirizzato verso la Gran Bretagna, con successi che determinarono l'affondamento di più navi di quante se ne potessero mettere in acqua per rimpiazzare le perdite, mettendo a rischio la supremazia Alleata sui materiali garantita anche dal Lend-Lease Act con cui gli USA si erano impegnati a rifornire la Gran Bretagna di ogni tipo di necessità. Oltre a ciò, la minaccia tedesca inficiava anche la decisione presa dai leader anglo-americani (segnatamente, il primo ministro Winston Churchill e il presidente Roosevelt) nella conferenza di Arcadia, tenutasi a Washington tra la fine del 1941 e l'inizio del 1942, di sconfiggere le potenze dell'Asse attuando un inevitabile sbarco nell'Europa continentale dal canale della Manica.
La strategia degli U-Boot della Kriegsmarine (la marina militare della Germania nazista) era semplice: affondare il più alto numero di navi possibile in modo tale da limitare l'afflusso di truppe e rifornimenti al fronte e contrastando contemporaneamente la potenza navale Alleata. L'entrata in guerra degli USA (11 dicembre 1941 in seguito all'attacco di Pearl Harbor) diede nuovo slancio a questa strategia mentre, al contempo, la marina statunitense (US Navy) e il suo comandante in capo ammiraglio Ernest King non erano preparati a fronteggiare il pericolo data la scarsità di personale addestrato, unità di superficie specializzate nella lotta antisom e di aerei a lungo raggio. Come la marina, anche l'United States Army Air Forces (USAAF – forze aeree dell'esercito degli Stati Uniti) del generale Henry H. Arnold era impreparata a condurre una guerra del genere: gli aerei (pochi per coprire tutti i ruoli propri di una forza aerea) difettavano di bombe di profondità, di radar e di ogni strumento di identificazione dei sommergibili e, soprattutto, di piloti addestrati alla lotta antisom.

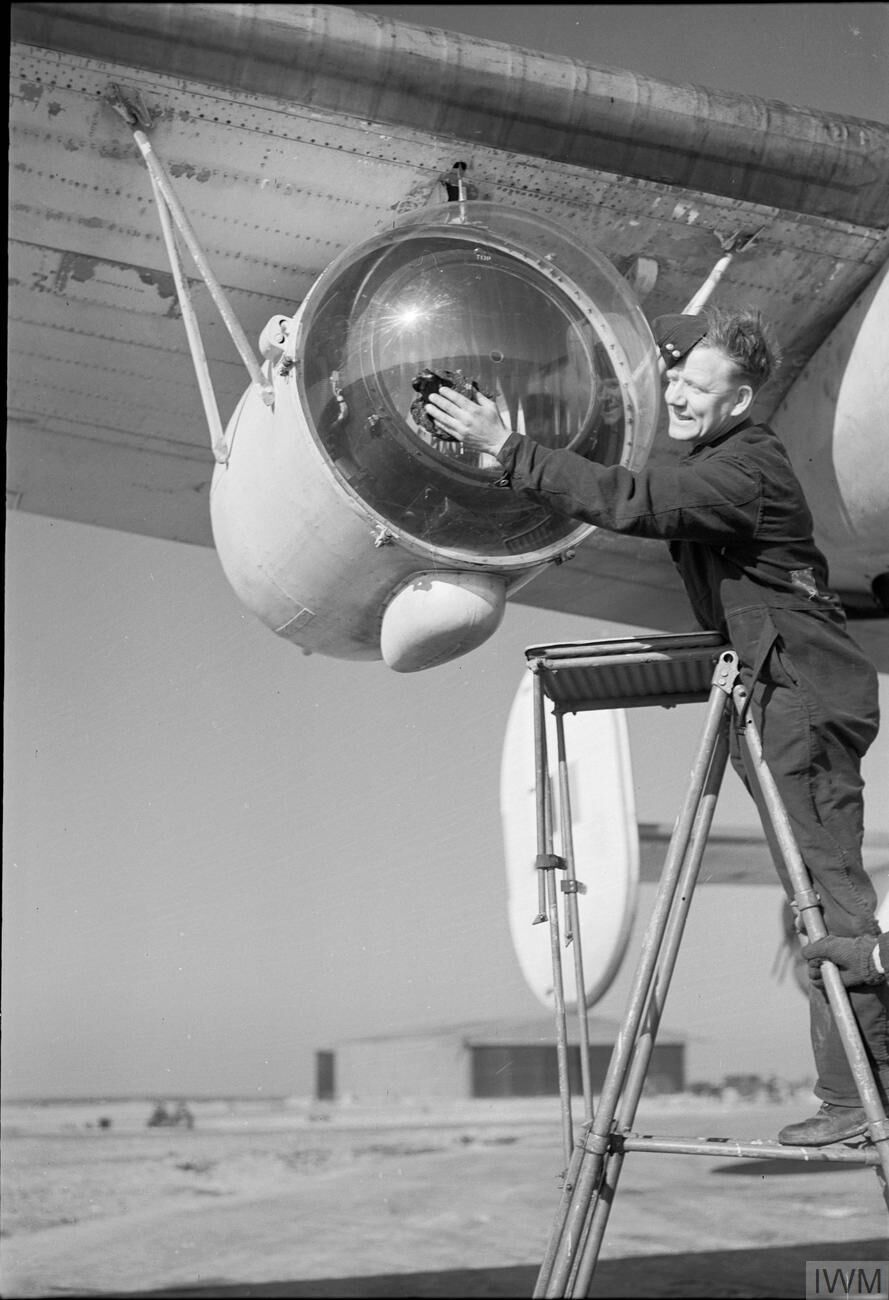
Un proiettore Leigh usato per scovare di notte gli U-Boot in emersione installato nell'ala di un B-24 Liberator del Coastal Command britannico

La Kriegsmarine sfruttò questa impreparazione ed entro un mese dall'11 dicembre il primo U-Boot arrivò in acque statunitensi. Tra la metà del gennaio 1942 e la fine di giugno erano già colate a picco 397 navi Alleate (171 al largo della costa orientale, 62 nel Golfo del Messico, 141 nel Mare Caraibico e le restanti 23 in altre acque), prevalentemente petroliere. All'inizio di marzo l'ammiraglio Karl Dönitz, comandante della flotta sottomarina tedesca, mise in campo speciali sommergibili "cisterna" (le cosiddette Milchkühe - "mucche da latte") per rifornire in alto mare i sommergibili schierati in prima linea in grado così di effettuare pattugliamenti, che prima duravano cinque/sei settimane, di una lunghezza media di sessantadue giorni con un rifornimento o di ottantadue grazie ad un secondo rifornimento. La marina e l'aeronautica statunitense riuscirono ad alleviare la minaccia sottomarina nella East Coast ma il Golfo del Messico e il Mar dei Caraibi rimasero pericolosi per il naviglio Alleato, che nella prima metà del 1942 aveva perso tre milioni di tonnellate di imbarcazioni e cinquecento uomini.
Col tempo l'aeronautica statunitense reagì all'offensiva degli U-Boot sfruttando la loro necessità di emergere in superficie, solitamente di notte, per ricaricare le batterie, ventilare il battello e far prendere aria all'equipaggio. Spesso gli equipaggi tedeschi facevano viaggiare il sommergibile a pelo d'acqua per navigare più velocemente (15 kn anziché i 3 kn sviluppati in immersione) o addirittura per sferrare attacchi sia con i siluri che con il cannone. I pattugliamenti aerei (in funzione di scorta ai convogli o liberi) avevano la funzione di prevenire proprio queste manovre in superficie. Gli equipaggi aerei erano messi alla prova dalle centinaia di ore passate in navigazione senza avvistare nulla, dovendo però stare sempre pronti ad attaccare, in 15/35 secondi, un sommergibile sorpreso in emersione; la sorpresa infatti era cruciale e quando un U-Boot veniva individuato il pilota cercava di mettersi con il sole alle spalle per effettuare poi un attacco con un angolo variabile dai 15 ai 45°, oppure volando a bassissima quota (circa 15 m) rilasciando di volta in volta gruppi di cariche di profondità entro 6 m dall'obiettivo, il tutto mentre gli addetti alle mitragliatrici cercavano di contrastare il fuoco antiaereo proveniente dal sommergibile. Per risolvere i contrasti tra l'US Navy e l'USAAF circa chi dovesse comandare e organizzare le forze aeree nelle acque statunitensi il generale Arnold prese in mano la situazione e istituì, il 15 ottobre 1942, un proprio Antisubmarine Command con a capo il brigadier generale Westside T. Larson, formato da equipaggi provenienti principalmente dal I Bomber Command e dipendente dal dipartimento della Guerra; anche se il controllo operativo degli squadroni e dei gruppi antisom rimaneva all'US Navy, l'addestramento, l'amministrazione e la manutenzione dei mezzi diventarono più efficienti.
Uno degli aerei Alleati che più si prestò alla lotta antisom, specialmente nei teatri europeo-africano e medio-orientale fu il Consolidated B-24 Liberator, debitamente modificato per lo scopo, entrato nel conflitto nell'inverno 1942 in seno all'USAAF e al Royal Air Force Coastal Command. I circa 9.400 litri di carburante che poteva imbarcare gli davano la capacità di compiere pattugliamenti sia diurni che notturni estremamente lunghi (una media di dieci/dodici ore) lontani dall'aeroporto di partenza. Il radar di bordo in banda millimetrica ASV-10 (Airborne Surface Vessel Detection 10 mm) poteva identificare un sommergibile in emersione a più di 64 km di distanza e la sola torretta in emersione a 24/32 km. Altre apparecchiature elettroniche particolari erano uno speciale altimetro funzionante fino a 3 m di altitudine, un rilevatore di anomalie magnetiche utile in particolare, se usato assieme alla sonoboa in grado di captare i suoni del vascello nemico, per trovare sommergibili avvistati ma subito scesi in immersione, e il sistema di radionavigazione LORAN. Per quello che riguarda l'armamento, i B-24 antisom trasportavano sei bombe di profondità da 227 kg l'una, tarate in genere per inabissarsi con lentezza ed esplodere a circa 8 m (ma erano possibili cambiamenti), quattro cannoni da 20 mm e sei mitragliatrici calibro .50; nel tardo 1943 in alcuni B-24 venne aggiunta una torretta di prua con quattro mitragliatrici per aumentare la potenza di fuoco.

### La battaglia dell'Atlantico: luglio 1942 – maggio 1943
Quando era in corso la riorganizzazione delle forze antisom dell'USAAF era già in corso la battaglia dell'Atlantico, nel cui omonimo oceano l'ammiraglio Dönitz aveva rischierato gran parte dei suoi U-Boot nel luglio 1942. Gli Alleati risposero fornendo copertura aerea di scorta ai convogli che facevano la spola dalla costa orientale USA alla Gran Bretagna, lasciando però scoperto, per motivi di autonomia degli aerei, uno spazio di 805 km compreso tra i 25° O ed i 45° O di longitudine (il cosiddetto "gap"). Fu proprio in questo spazio che si concentrarono i gruppi di sommergibili tedeschi, i cosiddetti "branchi di lupi".
Agli inizi della seconda guerra mondiale i britannici erano riusciti a decifrare con il sistema Ultra il codice di cifratura tedesco Enigma, ma nel febbraio 1942 la Kriegsmarine fornì ai suoi sommergibili una versione più complessa del codice che i britannici non riuscirono a decifrare prima della fine dell'anno, lasciando così i convogli a corto di preziose informazioni sulla posizione dei "branchi di lupi" mentre, al contempo, i tedeschi erano riusciti a decrittare i codici Alleati. Grazie a questi vantaggi, dall'agosto 1942 al giugno 1943 gli ottantasei U-Boot in agguato nell'Atlantico settentrionale riscossero il maggior numero di successi nel corso dell'intera guerra: nel solo periodo agosto-novembre 1942 colarono a picco settanta navi Alleate a fronte di trentacinque U-Boot distrutti e altri sette danneggiati.

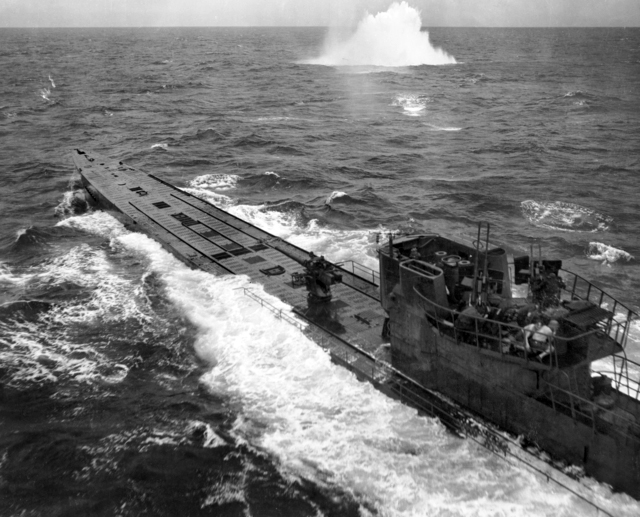
Atlantico meridionale: una bomba di profondità lanciata da un aereo Alleato esplode vicino all'U-Boot U-848 nel novembre 1943. Si notino le due mitragliere binate FlaK 38 sulla torretta e il cannone da 10,5 cm sul ponte

Lo sbarco Alleato in Marocco e Algeria dell'8 novembre 1942 fece convergere la maggior parte dei sommergibili in navigazione nell'Atlantico settentrionale nel medio Atlantico, al largo delle coste nord-occidentali africane e di guardia allo Stretto di Gibilterra. La ventina o trentina di U-Boot rimasti nell'Atlantico del nord affondarono, nei mesi di novembre e dicembre, ventuno navi a fronte di una sola perdita, ma per la fine dell'anno i britannici colmarono i deficit di decrittazione dei mesi precedenti e per il marzo 1943 gli Alleati vennero a conoscenza che il codice dei loro convogli era stato violato. A giugno venne introdotto così un nuovo codice ed entro agosto gli operatori britannici erano in grado di leggere quasi in tempo reale le comunicazioni degli U-Boot, mentre già dagli ultimi mesi del 1942 erano diventati operativi mercantili più veloci anche se l'industria navale tedesca produceva un numero di sommergibili adeguato a rimpiazzare le perdite. Tuttavia, la guerra sottomarina Alleata venne ribadita con forza nella conferenza di Casablanca del gennaio 1943 e la Gran Bretagna dispiegò i suoi B-24 anche in Irlanda e Islanda per coprire la parte orientale del gap
Dönitz riposizionò i suoi U-Boot nell'Atlantico settentrionale, che nei primi tre mesi del 1943 affondarono 85 navi Alleate perdendo un solo battello. L'Antisubmarine Command rispose basando tre squadroni di B-24 a Terranova per pattugliare la parte occidentale del gap mentre il 1º ed il 2º Provisional Bombardment Flight, dotati di bombardieri B-25 Mitchell, cominciarono ad operare dall'aeroporto "Blue
West One" della Groenlandia; contemporaneamente l'US Navy mise a disposizione una portaerei per sorvegliare la parte settentrionale del gap. Anche se in aprile ed in maggio gli Alleati persero un totale di trentotto navi, dal 25 aprile al 20 maggio vennero distrutti ben sedici U-Boot e Dönitz fu costretto a ritirare i suoi equipaggi dall'Atlantico settentrionale. Dal giugno al luglio 1943 circa 1.700 navi Alleate riuscirono ad attraccare in Gran Bretagna illese. Gli U-Boot ripiegarono in una strategia volta a distruggere, anziché i convogli, le forze antisommergibile nemiche, sparpagliando piccoli gruppi di unità nella costa orientale USA, nel Mar dei Caraibi, lungo le coste del Brasile, nelle coste atlantiche dell'Africa e nell'Oceano Indiano con effetti minimi sulla preparazione dello sbarco in Normandia Alleato.

### Operazioni nel Golfo di Biscaglia: novembre 1942 – ottobre 1943
Sebbene impegnate anche nell'Atlantico, le forze aeree Alleate giocarono, nella lotta ai sommergibili dell'Asse, un ruolo più determinante nel Golfo di Biscaglia, la parte dell'oceano Atlantico che si estende per 193 km ad ovest della Francia e per 483 km a nord della Spagna e quindi raggiungibile dagli aerei a lungo raggio basati in Gran Bretagna. Il Golfo di Biscaglia fu luogo di transito dal luglio 1940 all'ottobre 1943, cioè fino a un anno prima della cessazione dei pattugliamenti aerei antisom Alleati, dagli U-Boot partiti da quattro diversi porti francesi diretti verso l'Atlantico.

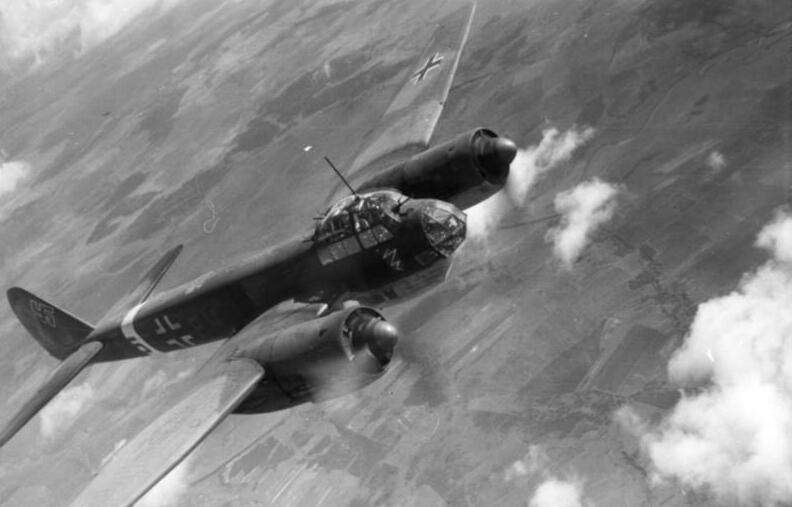
Il bombardiere tedesco Junkers Ju 88 fornì copertura agli U-Boot sia nell'Atlantico che nel Golfo di Biscaglia

Il Coastal Command sorvolò il Golfo il più frequentemente possibile aiutato dall'USAAF. Consci della minaccia aerea, gli U-Boot installarono nel tardo 1942 un dispositivo in grado di captare le onde ad alta frequenza emanate dai radar Alleati, per cui il Coastal Command richiese immediatamente dei radar operanti in microonde per aggirare la contromisura nemica. Nel novembre 1942 l'USAAF inviò in Cornovaglia il 1º squadrone antisommergibile del tenente colonnello Jack Roberts, sottoponendolo però al comando del Coastal Command. Lo squadrone eseguì la prima missione il 10 novembre venendo poi affiancato nel gennaio 1943 dal 2º squadrone antisommergibile. I due squadroni vennero posti il 15 gennaio sotto l'ombrello del neonato "1º gruppo antisommergibile provvisorio", operativo già dal giorno successivo. Statunitensi e britannici insieme pianificarono quindi un'offensiva della durata di nove giorni a partire dal 6 febbraio in coincidenza del ritorno degli U-Boot dall'Atlantico settentrionale, effettuando un totale di più di 300 missioni comprendenti 19 avvistamenti e 8 attacchi. Nel complesso, durante i quattro mesi di permanenza in Gran Bretagna, gli equipaggi statunitensi persero sette B-24 per mano della Luftwaffe, avvistarono 22 sommergibili, ne attaccarono 11 e ne affondarono uno solo, l'U-519 colpito dal B-24 pilotato dal primo tenente W. L. Sanford. Il 5 marzo 1943 gli aerei del 1st Antisubmarine Group eseguirono l'ultima pattuglia nel Golfo di Biscaglia prima di trasferirsi in Africa settentrionale.
La pressione del Coastal Command tuttavia non venne meno e in aprile Dönitz optò per delle modifiche operative: a tutti gli U-Boot passanti per il Golfo di Biscaglia venne ordinato di ricaricare le batterie ed emergere di giorno per muoversi più rapidamente, immergendosi, per converso, di notte, e di fronteggiare con il fuoco ogni attacco aereo nemico. Quest'ultima disposizione in particolare si rivelò un errore. Aiutati dai radar e da Ultra, i piloti britannici a maggio affondarono sette sommergibili nel corso di sessantaquattro attacchi al prezzo di sei velivoli. Il 1º giugno ai capitani dei sommergibili tedeschi venne ordinato di incrociare nel Golfo in gruppo per massimizzare gli effetti della contraerea e di riemergere solo per il tempo necessario a ricaricare le batterie, ma nelle due settimane che seguirono andarono danneggiati due sommergibili e un terzo venne affondato. A scapito della Kriegsmarine inoltre, arrivarono verso la fine di giugno il 4º e il 19º squadrone antisommergibile statunitensi (sempre sottoposti al Coastal Command), da cui ebbe origine l'8 luglio il 479º gruppo antisommergibile agli ordini del colonnello Howard Moore; in agosto il 479º volò verso la meno congestionata base di Dunkeswell, sempre in Cornovaglia, e in settembre le sue file s'ingrossarono con gli equipaggi del 6º e del 22º squadrone antisommergibile.
Con queste forze il Coastal Command riuscì a mettere in pratica un'efficace caccia agli U-Boot, potendosi permettere nuovi pattugliamenti sopra un ampio specchio di mare a nord-nord-ovest di Capo Finisterre, lasciando agli aerei USA la competenza sulla parte meridionale dell'area vicina alle coste spagnole. Una settimana dopo il 13 luglio, data della prima missione del 479th Antisubmarine Group, un B-24 del 19º squadrone antisom bombardò l'U-558 costringendo l'equipaggio ad abbandonarlo; lo stesso giorno un sommergibile tedesco registrò l'unico abbattimento di un aereo Alleato nel Golfo di Biscaglia. Il 28 luglio un altro B-24, stavolta del 4º squadrone antisom, affondò l'U-404; due giorni dopo un Liberator avvistò tre U-Boot al largo di Capo Finisterre ma, a corto di carburante, comunicò la sua posizione dove in seguito un Sunderland australiano affondò l'U-461, un Halifax britannico l'U-462 e una sopraggiunta forza di superficie l'U-504. Prima di cessare le operazioni il 31 ottobre 1943, il 479th Antisubmarine Group affondò il suo ultimo sommergibile, l'U-706, il 2 agosto. Durante il periodo 13 luglio - 2 agosto circa un quarto del totale degli attacchi Alleati contro gli U-Boot e almeno il 40% delle perdite di questi ultimi si concretizzò nel Golfo di Biscaglia.

### Lotta per lo Stretto di Gibilterra: marzo – ottobre 1943
In parallelo ai voli del 479º gruppo antisommergibile nel Golfo di Biscaglia il 1º e il 2º squadrone antisom, trasferiti dalla Cornovaglia a Port Lyautey, in Marocco, nel marzo 1943, effettuarono pattugliamenti antisom e soprattutto scorte ai convogli lungo le coste occidentali del Marocco per sorvegliare lo Stretto di Gibilterra dove gli U-Boot avevano cominciato ad affondare alcune navi. La sicurezza dei convogli era infatti necessaria per il prosieguo della campagna di Tunisia e per la futura invasione della Sicilia. I quindici B-24 dei due squadroni, posti sotto l'autorità del Northwest African Coastal Air Force per quello che riguardava l'amministrazione e sotto il Fleet Air Wing 15 (15º stormo dell'aviazione di marina) dell'US Navy per l'impiego operativo, andarono quindi ad affiancarsi ai PBY Catalina dell'US Navy dal 19 marzo, data della loro prima missione nel teatro africano. Il 22 marzo il primo tenente W.L. Sanford affondò il primo sommergibile al largo delle coste atlantiche africane, l'U-524 inabissatosi vicino alle isole Canarie; il 19 giugno il 1º e 2º squadrone antisom vennero riorganizzati nel 480º gruppo antisom dell'ormai colonnello Jack Roberts.
A giugno Dönitz raddoppiò i sommergibili di guardia allo Stretto di Gibilterra, e a luglio gli U-Boot, per ridurre il rischio di essere scoperti nel Golfo di Biscaglia, cominciarono a discendere verso sud e l'Atlantico costeggiando la Spagna virando poi verso il Portogallo una volta passato Capo Finisterre, producendo quindi un certo traffico di unità tra le Azzorre e lo Stretto di Gibilterra come dimostrano i 15 avvistamenti e le tre perdite inflitte dal 480º gruppo dal 5 al 15 luglio (affondarono gli U-Boot U-951, U-232 e U-506). Dönitz allora spostò i suoi uomini più ad ovest, lontano dalle aeronautiche Alleate ma esposti alle navi di scorta ai convogli dell'US Navy che, tra giugno e ottobre, affondarono ben nove dei dieci sommergibili da rifornimento tedeschi naviganti nell'Atlantico inibendo così notevolmente l'operatività degli U-Boot.
Quando la minaccia sottomarina tedesca nel medio Atlantico e nell'area dello Stretto di Gibilterra calò, gli Alleati riposizionarono alcune unità antisom a supporto dell'invasione della Sicilia. Fu il caso ad esempio del 1º squadrone antisom, che si trasferì da Port Lyautey a Protville, in Tunisia, per meglio condurre i pattugliamenti tra la Sicilia e Napoli iniziati il 4 settembre e allargatisi cinque giorni dopo al mare ad ovest della Sardegna e della Corsica; altri compiti prevedevano le solite scorte ai convogli e la copertura aerea alle navi italiane in rotta verso Malta per consegnarsi agli Alleati in ossequio alle clausole armistiziali. Il 1º squadrone ritornò negli USA nel novembre 1943. Queste furono comunque le ultime azioni antisom dell'USAAF. Il 9 luglio 1943 US Navy e USAAF concordarono sul ritirare le unità antisom della prima dalla prima linea, il 31 agosto seguente venne sciolto l'Antisubmarine Command ma il 479º e il 480º gruppo antisom rimasero comunque attivi; il primo cessò di esistere l'11 novembre e il secondo il 29 gennaio 1944.
Nel teatro africano la Luftwaffe fu presente con esiti altalenanti, tra gli altri aerei, anche con il quadrimotore a lungo raggio Focke-Wulf Fw 200.

## Guerra fredda
L'aumento notevole in quantità e qualità delle unità subacquee della marina sovietica determinò una considerevole evoluzione qualitativa e quantitativa delle piattaforme NATO dedicate alla guerra antisommergibile. Anche nel Patto di Varsavia vennero create parecchie unità aeree e navali dedicate alla lotta antisommergibile.

### NATO

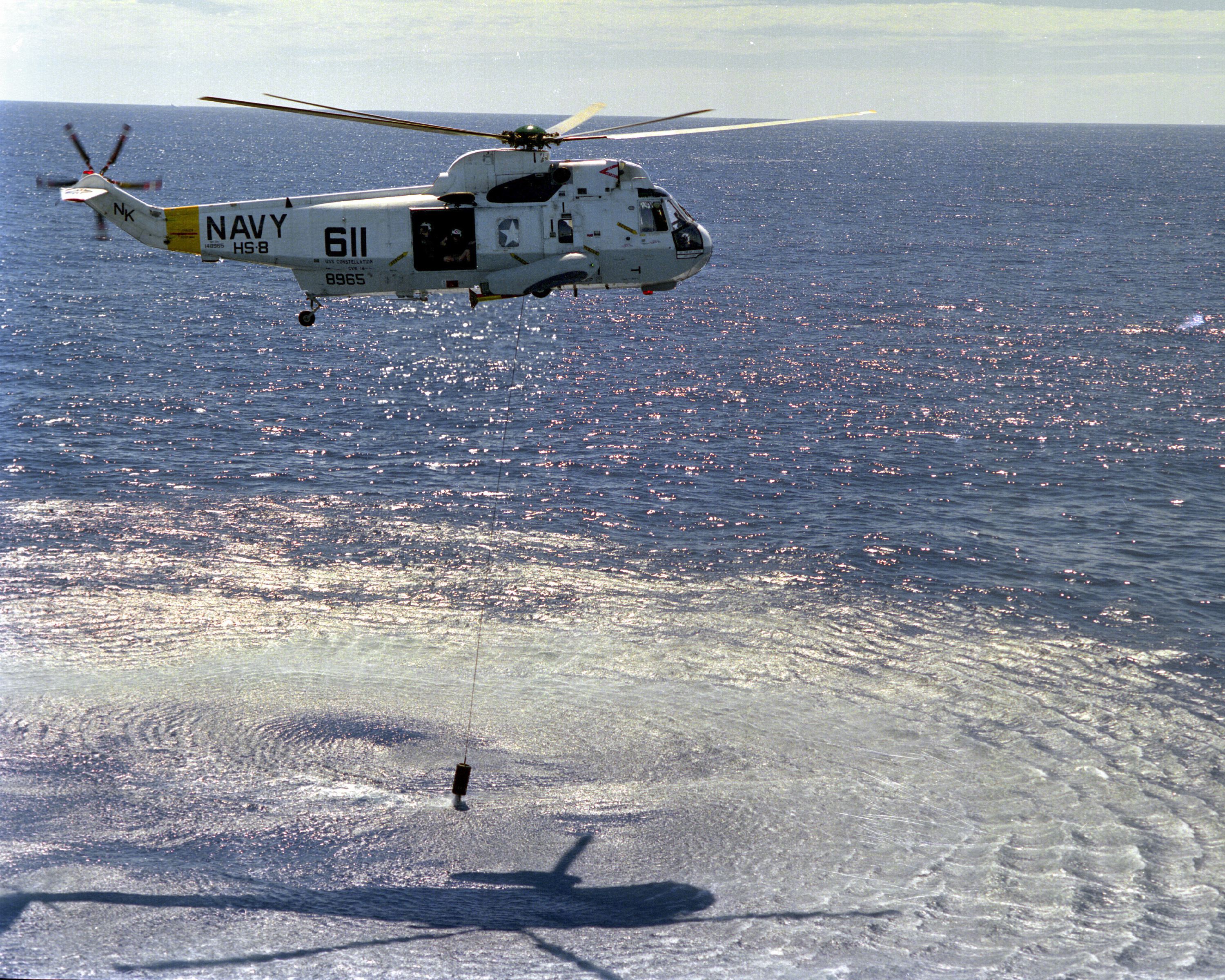
Un elicottero SH-3H appartenente alla squadriglia HS-8 Eightballers della USS Constellation (CV-64) mentre sta filando un sonar ad immersione AQS-13, nel 1989

Nella NATO dell'immediato dopoguerra, gli statunitensi convertirono diverse portaerei in unità specializzate nella lotta antisommergibile, come la USS Lake Champlain ed altre portaerei della classe Essex che non vennero modernizzate con il ponte di volo angolato necessario per gli aerei a reazione; un'altra innovazione fu quella di introdurre gli elicotteri come nuova arma: tra questi il Sikorsky S-58 e varie altre versioni che vennero o specializzate da quelle in servizio con l'USAF come il Sikorsky SH-60 Seahawk (derivato dal UH-60 Black Hawk), o costruite appositamente come il Sikorsky S-61 (designazione militare USA SH-3 Sea King) e il Kaman SH-2 Seasprite, detto LAMPS II (Light Airborne Multipurpose System). Altre nazioni crearono loro piattaforme aerotrasportate o imbarcate, acquisendo la produzione su licenza di sistemi statunitensi, come l'Agusta che realizzò l'ASH-3D, versione specializzata impiegata dalle marine militari italiana, brasiliana, peruviana ed argentina. Questi sistemi d'arma erano dotati di sonar ad immersione, filabili attraverso un verricello, di siluri leggeri antisom come il Whitehead A244/S. Anche aerei specifici vennero dedicati a questo compito come il Lockheed S-3 Viking, bireattore in grado di restare in volo per lunghi periodi a distanza considerevole dalla portaerei, dotato di siluri, sonoboe e Magnetic Anomaly Detector. Oltre agli strumenti venne elaborata una forte teorizzazione della lotta antisommergibile, ritenuta critica per assicurare la protezione ai gruppi da battaglia di portaerei ma anche ai convogli che in caso di guerra avrebbero dovuto attraversare l'Atlantico per rifornire le formazioni terrestri impegnate in Europa.
Oltre alle armi ed ai sensori portati a bordo delle navi e dei mezzi aerei, le forze NATO, ma in effetti gli Stati Uniti, crearono delle reti di scoperta subacquea poste in alcuni settori critici; la rete SOSUS ad esempio, rete di apparati di ascolto subacqueo installata durante la guerra fredda per tenere sotto controllo i sottomarini sovietici). Il SOSUS è costituito, oltre che dalla rete di sensori disseminati sotto l'oceano, da stazioni di rilevamento ed elaborazione, che poi fanno convergere i dati al Centro per la Lotta Antisommergibile della US Navy a Norfolk; per l'Atlantico Occidentale, una catena di sensori disposta a controllare il cosiddetto GIUK gap, cioè il varco tra Groenlandia (G), Islanda (I) e Regno Unito (UK), viene controllata da una stazione posta in Islanda presso Keflavík, in prossimità della base aerea NATO, dal 1966 e a Brawdy, nel Galles, dal 1974. Analogamente altre reti e stazioni SOSUS sono dislocate dal 1954 sulla costa occidentale degli Stati Uniti, a Porto Rico e a Grand Turk e San Salvador nelle Bahamas e ad Argentia nell'isola di Terranova (dal 1959); dal 1957 altre stazioni a Bermuda, Shelburne (Nova Scotia), Nantucket, Cape May, Cape Hatteras, Antiqua, Eleuthera e Barbados, con vincoli operativi dovuti alla massima lunghezza dei cavi pari a 150 km; sempre dal 1957 una rete iniziò ad essere operativa nel Pacifico con stazioni a Isola di San Nicolas, Point Sur e Centerville Beach, in California, Coos Bay, nell'Oregon e Pacific Beach, nello stato di Washington. Successivamente ulteriori catene di sensori vennero installate a Guam, Midway, Adak (nelle isole Aleutine) e Barber's Point vicino a Honolulu. In effetti il SOSUS è stato ed è tuttora una componente importantissima della capacità statunitense e NATO di scoperta antisommergibile.
Dal momento che nemmeno tale rete riusciva a coprire totalmente le vastità oceaniche, con un controllo deficitario o inesistente su parte di queste, venne ordinata la costruzione di vascelli, simili a grossi rimorchiatori d'altura, specializzati nella ricerca di sommergibili, denominati SURTASS (Surveillance Towed Array Sensor System), delle classi Stalwart (in 18 esemplari), Victorious (4 navi) e Impeccable (5 navi); queste imbarcazioni, costruite in materiali a bassa osservabilità radar, sono state concepite dalla marina militare statunitense come un sistema mobile per integrare il SOSUS e sono precedute dal prefisso USNS, a rimarcare che non sono unità combattenti, ma con personale di governo civile e specialisti di intelligenza elettronica; il loro principale sensore è un sonar rimorchiato di tipo AN/SQQ-89.

### Patto di Varsavia

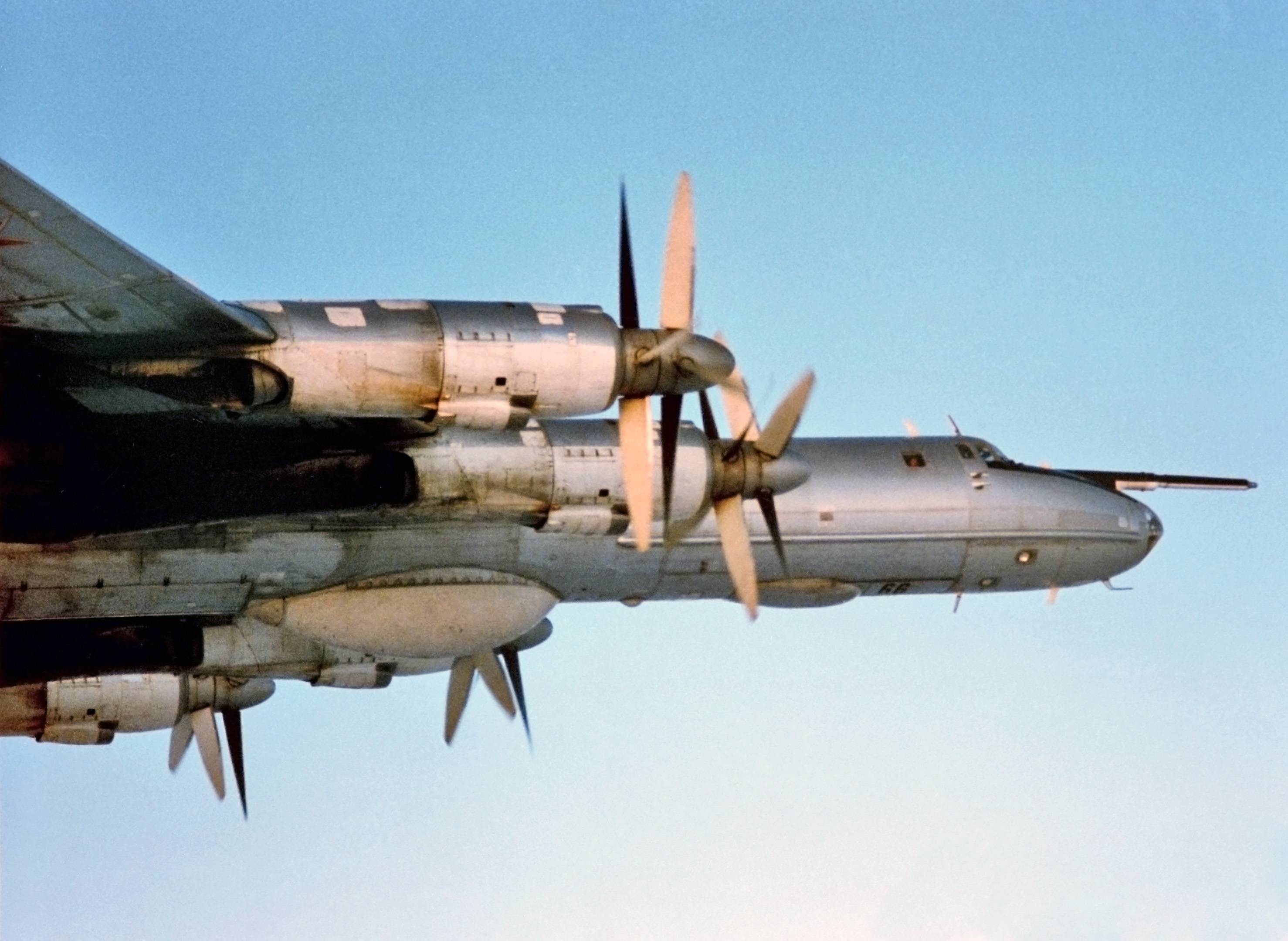
Un Tupolev Tu-142 Bear F sovietico

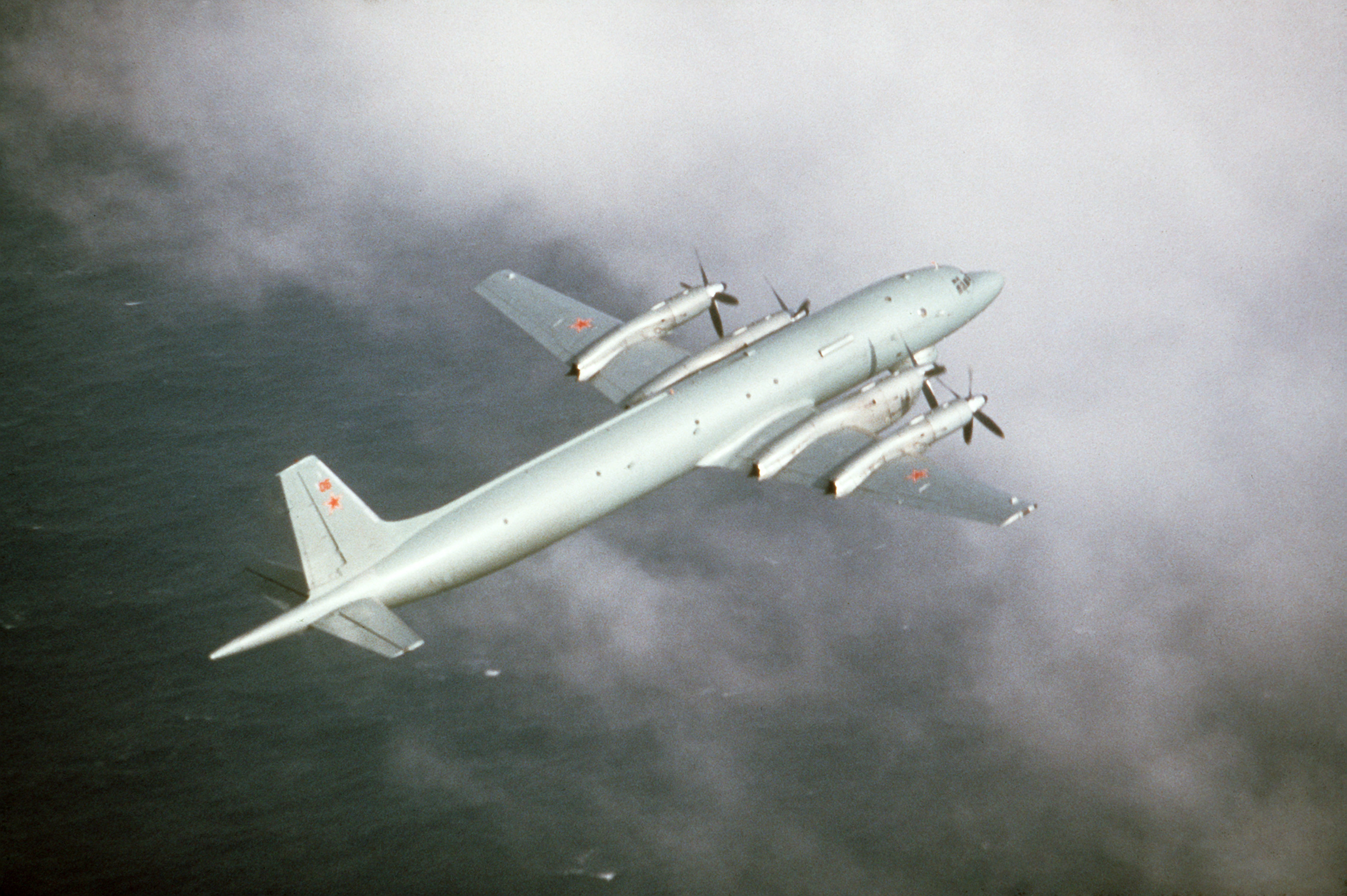
Ilyushin Il-38 May dell'Aeronautica sovietica

Anche il Patto di Varsavia ebbe le sue unità antisommergibile che, vista la mancanza di vere portaerei da parte sovietica, in mare erano rappresentate principalmente dagli incrociatori antisom come le classi Kresta I e Kresta II, dalle fregate antisommergibili della classe Krivak e dalle corvette delle classi Grisha e Mirka, con gli elicotteri imbarcati come il Kamov Ka-25 e il suo derivato Kamov Ka-27. Ad essi si affiancavano gli aerei antisommergibile Ilyushin Il-38 (nome in codice NATO May) entrato in servizio nel 1969 ed il Tupolev Tu-142 (nome in codice NATO Bear) entrato in servizio nel 1972.

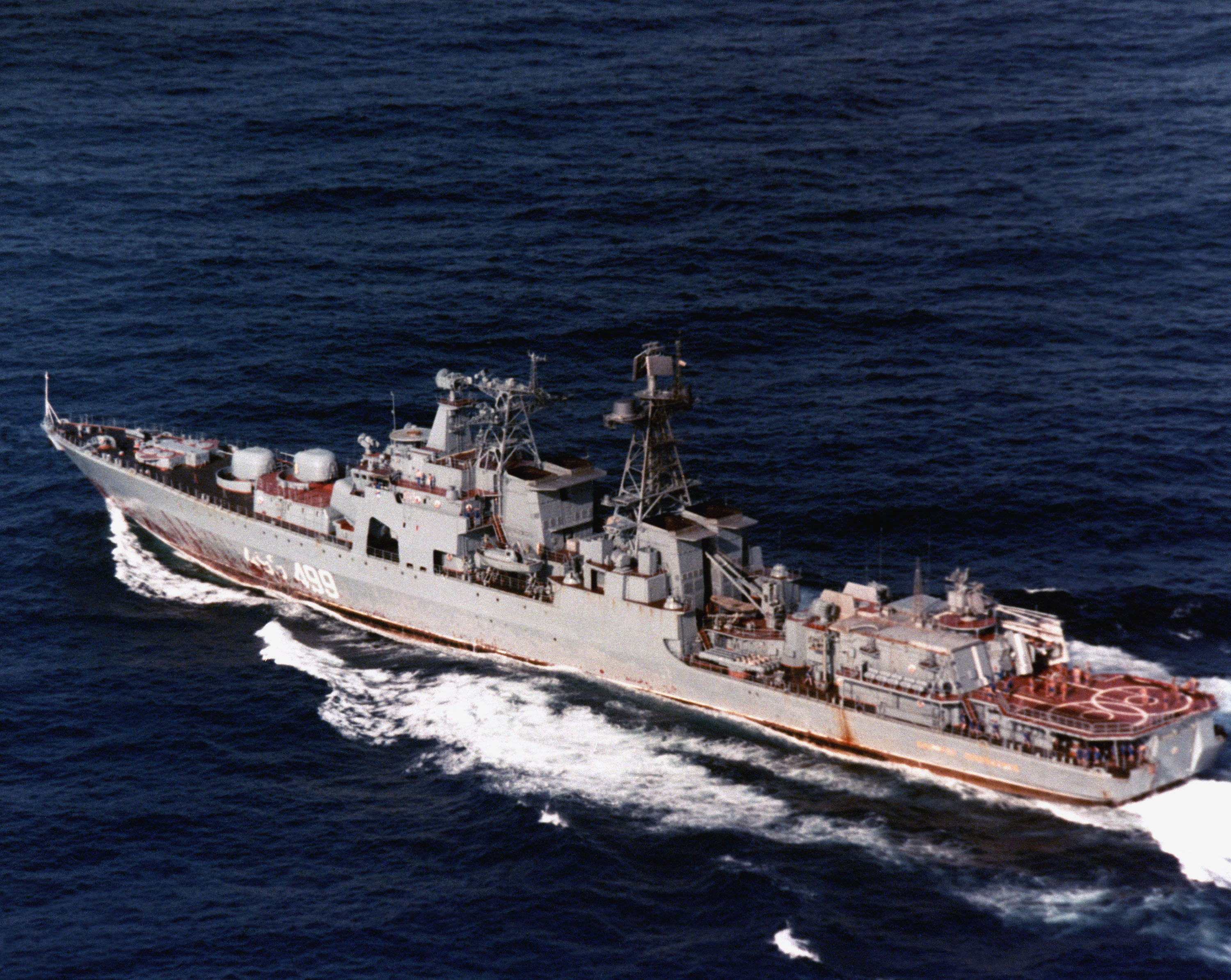
Il cacciatorpediniere Admiral Spiridionov della classe Udaloj mostra il suo ponte elicotteri con due hangar

Un'unità di squadra relativamente recente dedicata alla lotta antisommergibili è stata la classe Udaloj, sviluppata a metà degli anni settanta come imbarcazione di notevoli dimensioni capace di operare per periodi prolungati in alto mare e con un armamento tale da rendere la nave indipendente dall'appoggio di altre unità navali, analogamente alle unità statunitensi della classe Spruance. Si diede quindi il via alla progettazione della classe Udaloy I. Seppure la nave sia classificata come fregata, la classe Udaloy rappresenta un grande passo in avanti rispetto alle navi della classe Krivak, le quali inizialmente erano sprovviste di un ponte di volo per gli elicotteri, e solo successivamente furono dotate di un ponte per farli atterrare e di un hangar per un singolo apparecchio. La classe Udaloy fu subito concepita per trasportare due elicotteri del tipo Kamov Ka-25. Rispetto alle navi della classe Krivak anche gli impianti sonar sono stati migliorati e le navi dispongono anche di capacità marginali per la difesa aerea, anche se la dottrina di impiego sovietica e poi russa consisteva nel farli accompagnare da cacciatorpediniere della classe Sovremenny potentemente armati per la difesa antiaerea.

### Paesi non allineati
Durante la guerra fredda i paesi non allineati preferirono acquistare o produrre su licenza dai due blocchi contrapposti quei limitati equipaggiamenti a loro necessari. Per esempio, il Pakistan dotò la sua marina militare di aerei antisommergibili tipo Breguet Br 1150 Atlantic, uno dei quali fu abbattuto durante un volo di pattugliamento da aerei indiani nell'Incidente dell'Atlantic.

## Post guerra fredda

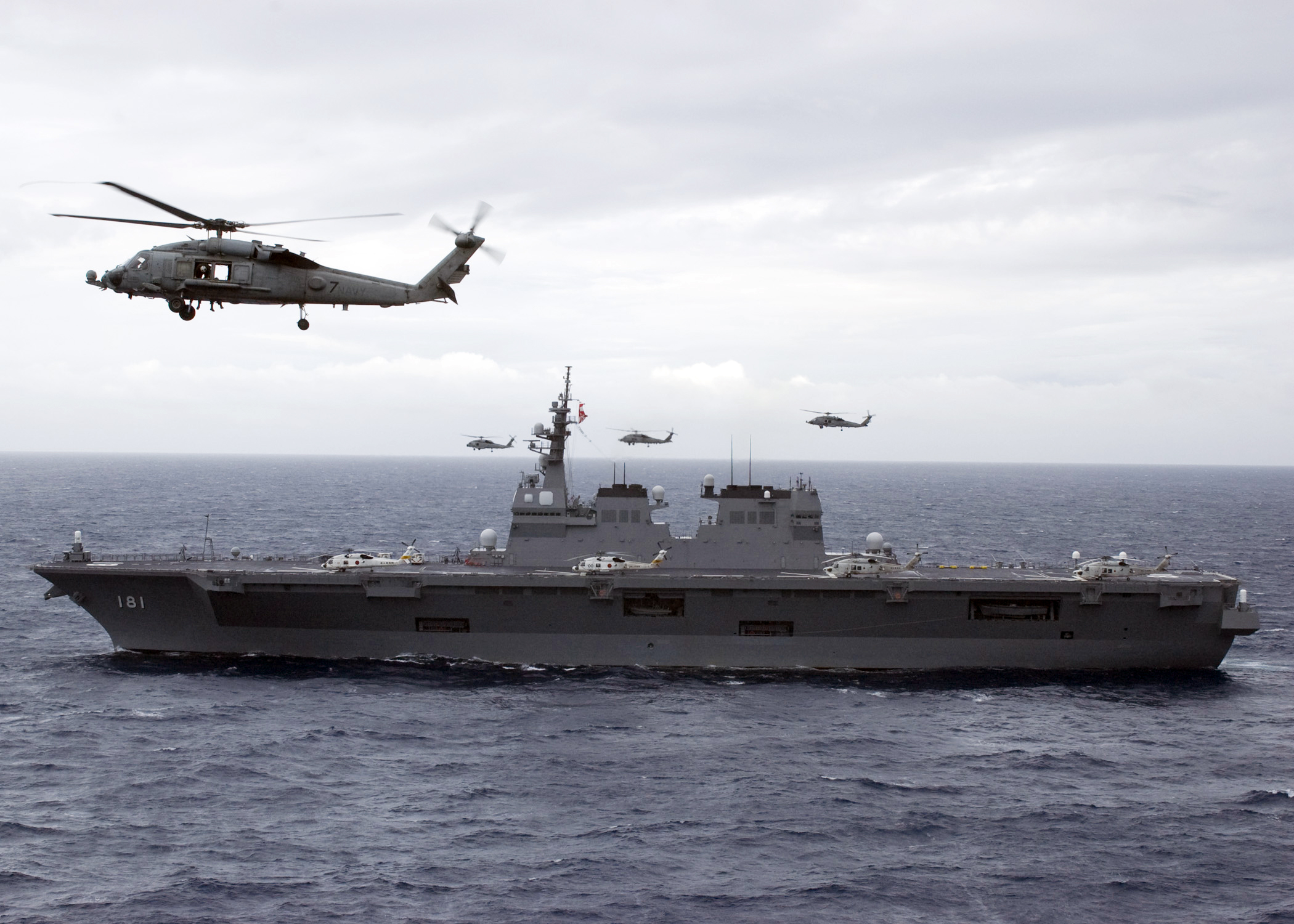
, classificata come Helicopter Destroyers-(DDH), un'espressione usata in questo caso per non utilizzare la parola portaerei ma cacciatorpediniere portaelicotteri; in realtà si tratta di navi tuttoponte da 20.000 tsl, progettate per operare lo JSF

Attualmente molte delle marine militari pongono una minore enfasi nella lotta antisommergibile, essendo calata la tensione internazionale dovuta al confronto tra i due blocchi. Fanno eccezione la marina militare giapponese, che dovendo fronteggiare la crescente minaccia cinese si è dotata delle nuove portaelicotteri della classe Hyuga ed evolve i suoi elicotteri SH-60J costruiti su licenza della Sikorsy, e la marina pakistana, che fronteggia la marina indiana la quale attualmente ha in costruzione un nuovo sottomarino lanciamissili nucleare derivato dalla classe Akula I e con tecnologia russa,, l'INS Arihant, varato nel 2009 e che sta espletando le prove in mare in vista dell'entrata in servizio.
Anche la marina militare cinese ha posto attenzione agli strumenti di lotta antisommergibile, sia imbarcati come i VDS (Variable Depth Sonar - sonar a profondità variabile) DUBV-43 LF di costruzione francese posti sui suoi cacciatorpediniere della classe Luhu e sui sonar convenzionali a scafo come il DUBV-23 posto sui Luhu e sul successivo Luhai, che sui sistemi posti sugli elicotteri antisom come lo HAMC Z-9C (nome in codice NATO Haitun), prodotto su licenza dallo Aérospatiale SA 365 Dauphin, dotati di sonar filabile Thales HS-12 e radar KLC-11/ in banda J (versione cinese dello Agrion 15) e siluri indigeni Yu-7 clonati dal Withehead AS.244. L'incremento della componente antisom della marina cinese è dovuto alla volontà politica di costituire una forza navale di altura, che sia in grado di confrontarsi con la US Navy e permettere un eventuale sbarco sull'isola di Taiwan, avendo come dottrina strategica l'annullamento della minaccia delle locali forze subacquee e di eventuali sottomarini d'attacco statunitensi presenti in area. Di fatto la coesistenza di tecnologia straniera di varia provenienza e di prodotti locali non permette una vasta integrazione tra i sistemi di bordo e la conseguenza è anche una ridotta capacità operativa degli equipaggi che devono utilizzare materiale con manualistica spesso non in cinese; inoltre la elevata dipendenza della marina cinese da tecnologie straniere non garantisce una continuità operativa. Di conseguenza, e vista l'aumentata qualità delle forze subacquee cinesi, anche la US Navy sta rivedendo le sue valutazioni in merito.